# Haus Herresberg

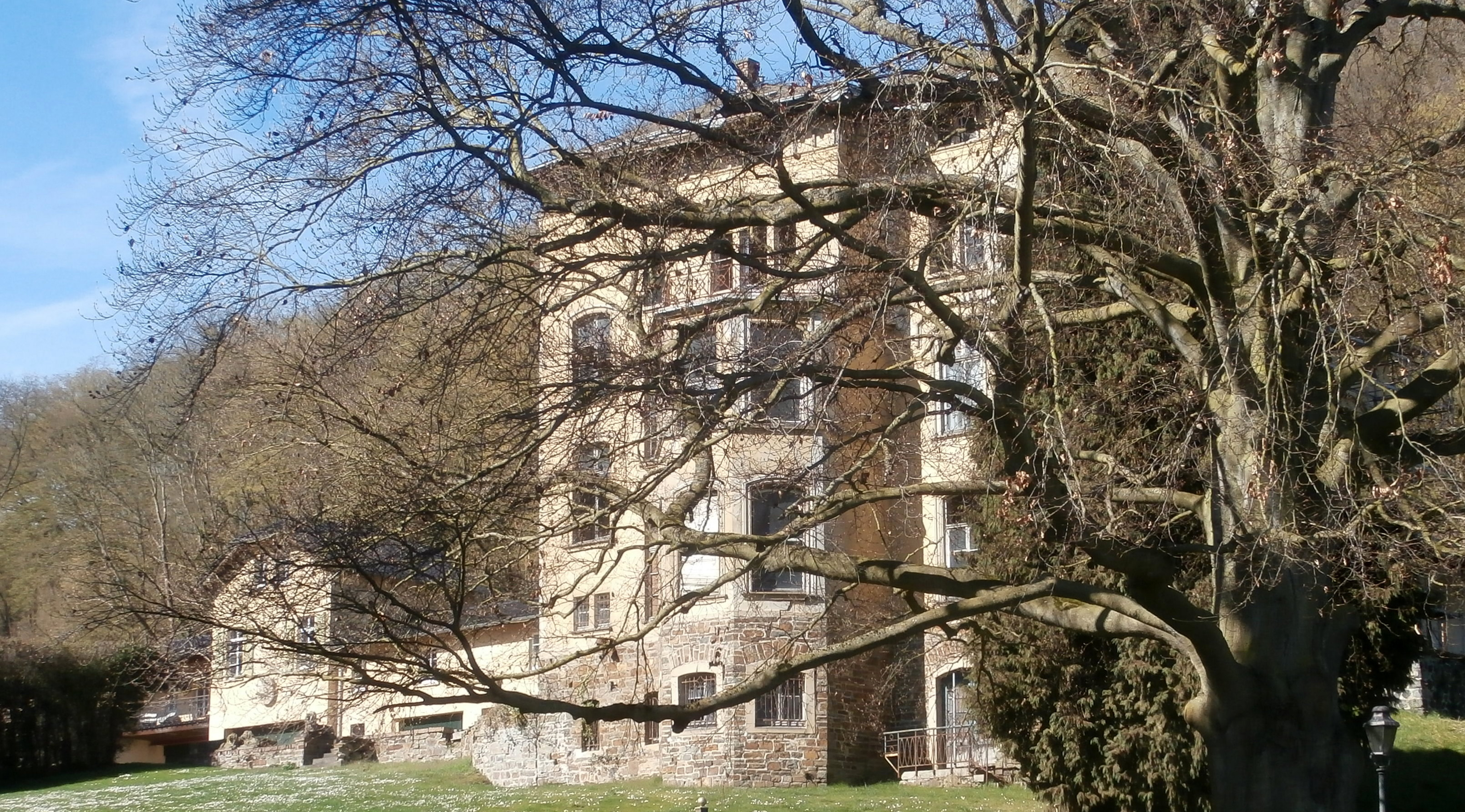
Haus Herresberg, Ansicht von der Bundesstraße 9 (2014)

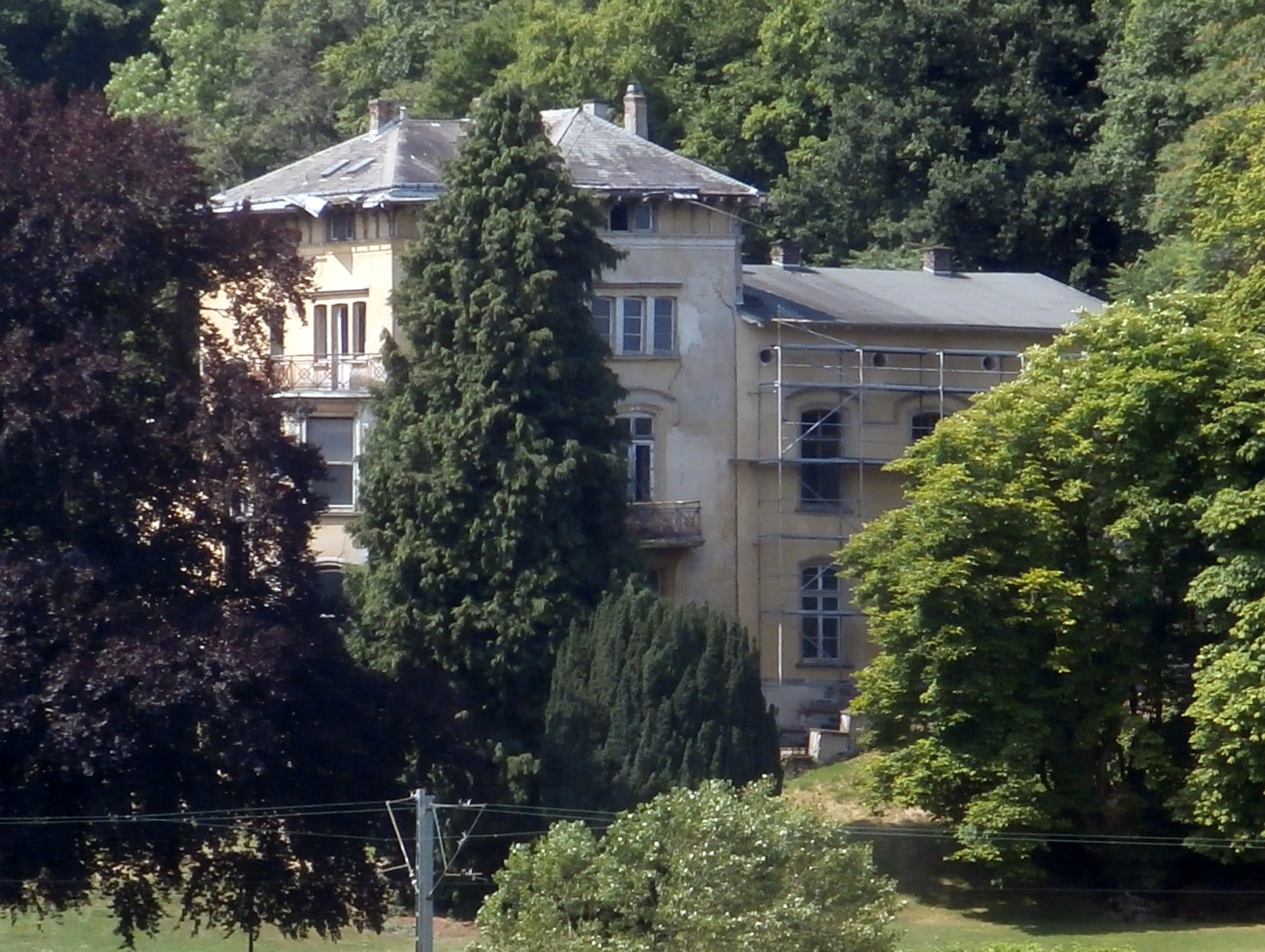
Haus Herresberg, Ansicht vom gegenüberliegenden Rheinufer (2013)

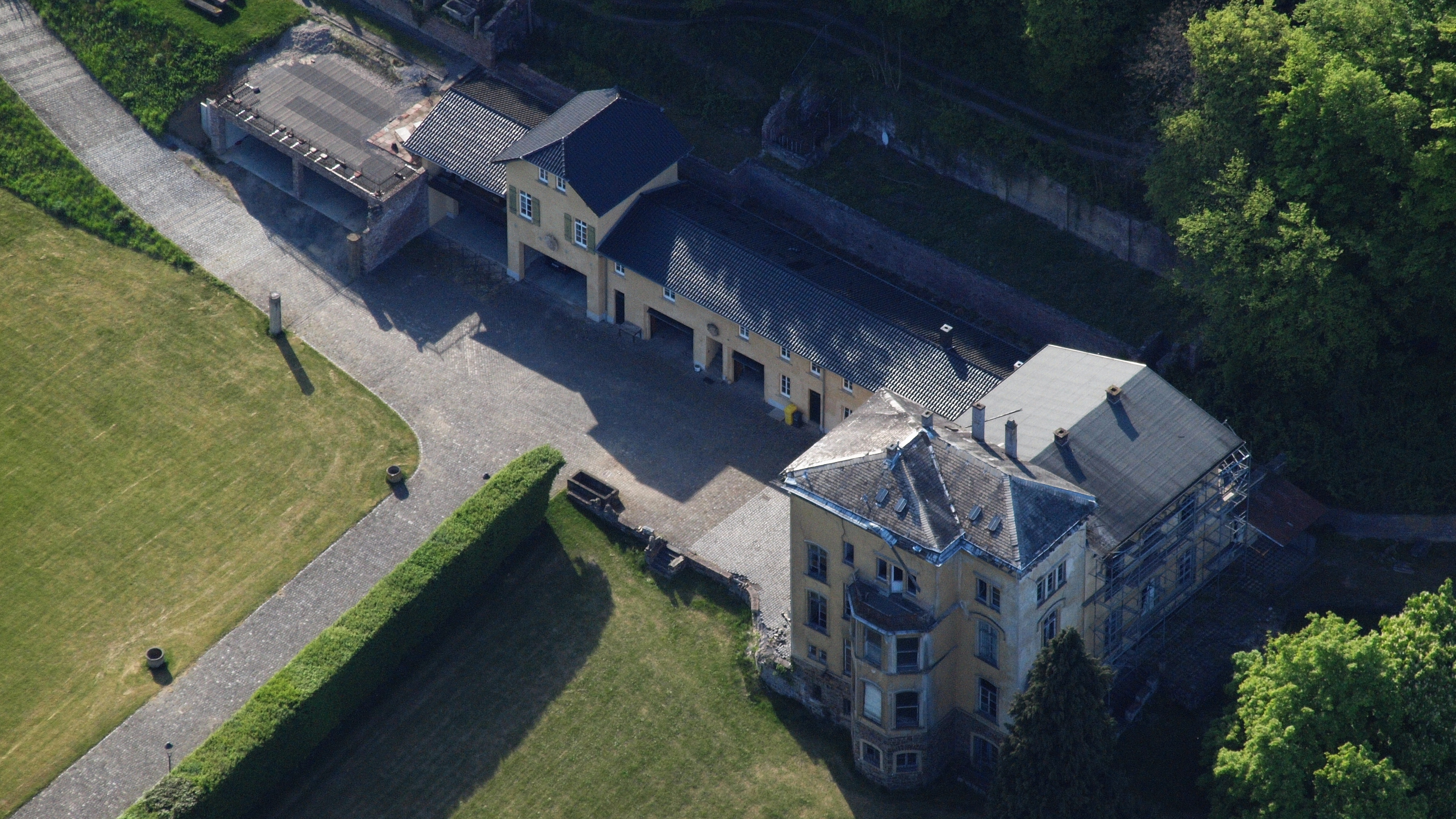
Haus Herresberg, Luftaufnahme (2013)

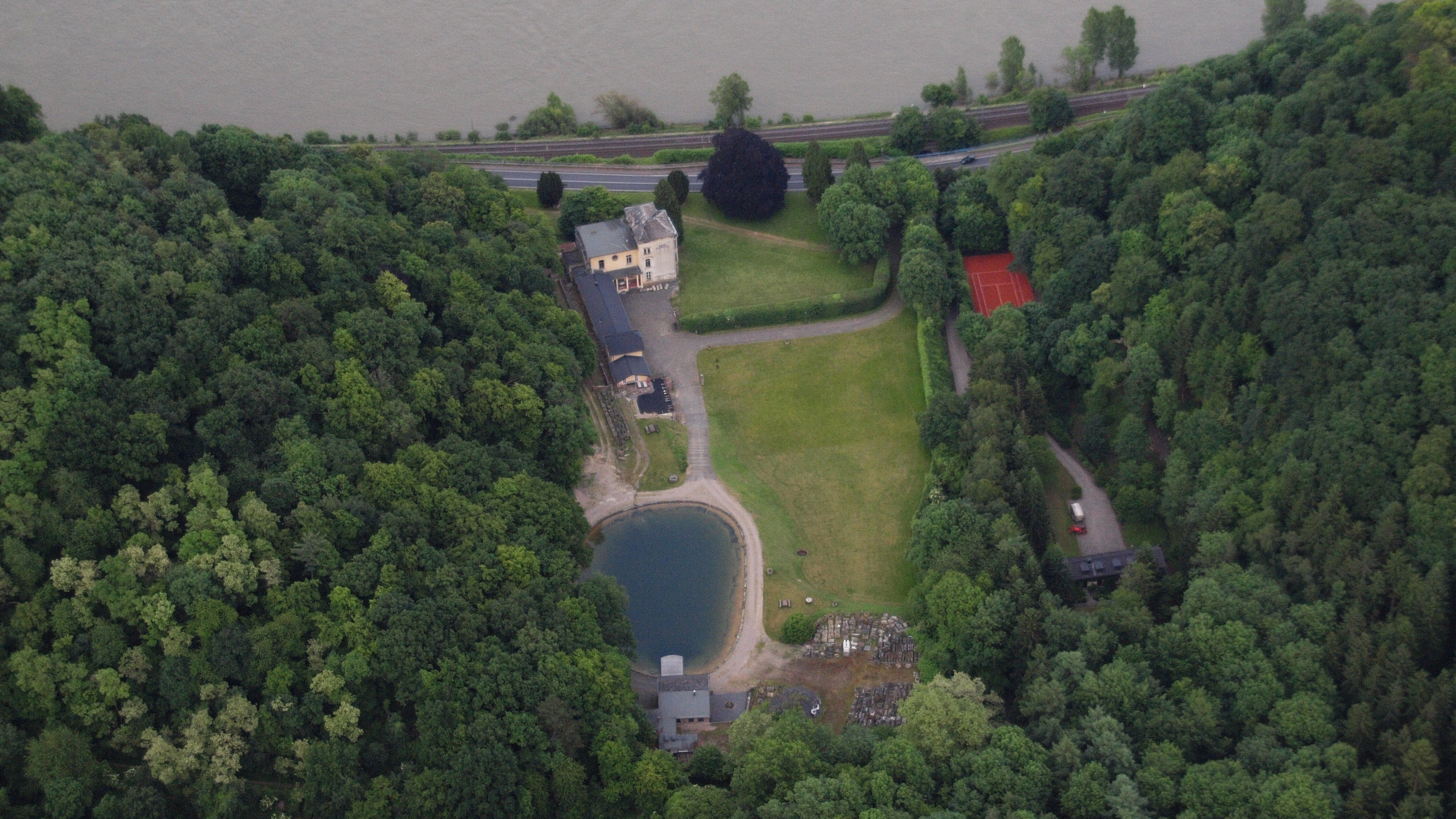
Haus Herresberg mit Park von Westen (2013)

Haus Herresberg ist eine Villa in Remagen, einer Stadt im rheinland-pfälzischen Landkreis Ahrweiler, die Mitte des 19. Jahrhunderts errichtet wurde. Sie liegt oberhalb des Rheinufers zwischen dem Remagener Stadtzentrum und Oberwinter. Die Villa ist ein dreigeschossiger Putzbau und steht einschließlich der zugehörigen Parkanlage als Kulturdenkmal unter Denkmalschutz.

## Lage
Haus Herresberg (Adresse: Kölner Straße 9) liegt als Solitär knapp 100 m vom Rheinufer entfernt am Eingang des vom Taubentalbach durchflossenen Calmuthtals auf 70 m ü. NHN an der Westseite der Bundesstraße 9, nördlich von Schloss Marienfels. Als Herresberg bildet es einen Wohnplatz innerhalb des Ortsbezirks Remagen der gleichnamigen Stadt.

## Geschichte
Die Villa entstand zwischen 1855 und 1861 als Landsitz für den Bauherrn Gustav Pfarrius (1800–1884), einen seinerzeit in Köln lehrenden Dichter. Nachfolgender Besitzer wurde ein Rentner aus Barmen (heute Wuppertal), von dem es auf dem Erbweg an den Landgerichtspräsidenten Max Beitzke überging. 1870 erhielt die Villa einen Seitentrakt, zudem entstanden ein „Apfelhaus“ zur Lagerung von Lebensmitteln und weitere Wirtschaftsgebäude. 1885 folgte die Errichtung einer 35 m langen Bruchstein-Futtermauer und 1893 der Anbau eines Schuppens. In der nachfolgenden Zeit kamen im Zuge des Ausbaus zu einem repräsentativen Landhaus eine Kegelbahn und ein Pavillon in Eisen-Glas-Konstruktion hinzu. 1904 wurde das Hauptgebäude deutlich um einen Südturm erweitert. Seinerzeit befand sich auf dem Gelände das Forsthaus des unweit gelegenen Schloss Ernich. Im Frühjahr 1917 erwarben der Kölner Unternehmer Arnold von Guilleaume, Bauherr des Schlosses, und seine Frau Ella Haus Herresberg von der Witwe des Landgerichtspräsidenten für 400.000 Reichsmark zwecks Erweiterung ihres Jagdreviers. Sie vermieteten es weiter, unter anderem an den Maler Fritz Westendorp. Von 1932 bis 1940 diente das Anwesen unter einem späteren Mieter als Kindersanatorium.
Von 1942 bis 1981 war Haus Herresberg erneut ein Wohnsitz der Familie Guilleaume und zuletzt auch Sitz des Otto Reichl Verlag Der Leuchter unter dem Inhaber Herwart von Guilleaume. Von 1990 bis 1992 lebte dort der Kunststudent Mario Kleff. 1993 verkaufte die Familie sie nach langwierigen Erbschaftsstreitigkeiten an einen Büromöbelhändler aus Bonn, der erste Sicherungsmaßnahmen zur Bewahrung der Bausubstanz durchführen ließ. Er beabsichtigte einen Umbau der Villa für eine Nutzung als Botschaftsresidenz, Managerschule oder Altenheim, konnte diesen aber aufgrund finanzieller Schwierigkeiten nicht mehr umsetzen. 1999 erwarb ein Baustoffhändler aus Bad Breisig das Anwesen, um es als Wohnsitz und die Parkanlage zur Ausstellung antiker Brunnenanlagen zu nutzen. Der neue Eigentümer begann mit einer langjährigen Sanierung.